# Valseca
Valseca er en by og kommune i det centrale Spanien i provinsen Segovia. Den har et indbyggertal på 218 (2024) indbyggere.